# اشتباكات القامشلي (سبتمبر 2018)
اشتباكات القامشلي هي مواجهة عسكريّة بينَ الجيش العربي السوري وبعض القوات الكرديّة في مدينة القامشلي بدولة سوريا. تسبّبت هذه الاشتباكات في توتر العلاقات بين مِنطقة الإدارة الكُرديّة والحكومة السورية وذلكَ بعد فترة ثلاثة أشهر فقط من تحسن العلاقات بين الطرفين.

## الخلفية
«ينقسمُ» التحكم في مدينة القامشلي بين الحكومة السورية ومنطقة الإدارة الكُرديّة. هذا التشارك في الحُكم تسبب في اندلاع توترات عدّة بين الطرفين، مما تسبّب في حصول عدّة معارك لعلّ أبرزها معركة القامشلي في نيسان/أبريل 2016.

## الاشتباكات
اندلعت الاشتباكات في الثامن من أيلول/سبتمبر 2018 وبحسب بعضِ المصادر الكردية فقد بدأَ القتال بعدما دخلت ثلاث دوريات تابعة للنظام مدينة القامشلي واستهدفت بعض العناصر بالأسلحة الخفيفة مما بقوات كردية أخرى كانت موجودة في نفس المنطقة بالرد على الجنود في الدوريات الثلاث من خِلال استهدافهم بأسلحة خفيفة إلى متوسطة. أظهرت لقطات فيديو تمّ تداولها على مواقع التواصل الاجتماعي قافلة من جنود الجيش السوري وهم مُحاصرين من قبل قوات كردية فيما يبدو أنّها قد ألقت القبض عليهم ونزعت منهم كل الأسلحة التي كانوا يحملونها. بعد وقتٍ قصير؛ يُسمع في الفيديوهات صوت لإطلاق الرصاص وهو على الأرجح اشتباكات دارت بين الطرفين. تسبّبت هذه الاشتباكات في مقتل 11 فردًا من جنود الحكومة وجريحين اثنيين مُقابل مقتل 7 في صفوف الأكراد وجريح واحد.